# سوق الندى
سوق الندى أحد أسواق منطقة جدة التاريخية الواقعة في وسط مدينة جدة غرب المملكة العربية السعودية .

## نبذة عامة
أنشئ سوق الندى قبل ما يزيد عن 150 عاما داخل أسوار مدينة جدة القديمة، وما يميز السوق ويجعله علامة فارقة بين أسواق المدينة في أنه المركز الوحيد الذي يبدأ بعرض الأكلات الشعبية والأنواع الطازجة من الأسماك ورؤوس المندي في النهار، وينتهي بأناقة المتسوقين من الحذاء إلى غطاء الرأس الشماغ والأقمشة الرجالية في المساء، ويضم السوق قرابة 500 منفذ تجاري مختلفة المساحة، بخلاف البسطات التي تنتشر على جانبي الطريق الرئيسي للسوق، بالإضافة إلى أقدم محل صرافة وبيع جنيهات الذهب، الذي يعد من أهم الركائز الرئيسية لسكان جدة القديمة أثناء تقديم مهر العروس فيما كان يعرف بالبقشة التي تحتوي على جنيهات الذهب والأقمشة والعطور.

## السوق
يمتد سوق الندى من مسجد الباشا شمالا وحتى عمارة الملكة جنوبا، والتي لايزيد طوله على ألف متر تقريبا، ويتميز السوق بقربه من البحر من جهة باب صريف أحد بوابات جدة القديمة الذي كان يقع شمال غرب جدة، وكان سوق الندى سوق الخياطين في جدة القديمة، وكذلك كان سوق الحلاقين والمكتبات التي كانت تبيع الكتب والأدوات المدرسية والقرطاسيات، ويحتوي على دكاكين الخرازين والصناعات الجلدية، كما كان بالسوق عدة أحواش لبيع فحم الحطب الذي كان له سوق رائجة في الماضي وكان يأتي به أبناء البادية من المناطق المحيطة لجدة لبيعه على حاضرتها أنذاك.

## آثار السوق الشعبية
كان من أهم آثار السوق الشعبية مايباع فيه من الأقمشة والملابس والأدوية، ومن أهم الأقمشة البُوبلين والكنبو وجيب القبطان والقيطان، وسراويل الدوبلين المشغولة أطرافها، ومصانف وبُقش الكشميري المنقوشة، والغباني الحلبية والكوافي البلدية المنشأ.

## انظر ايضاً
- مكة المكرمة
- سوق العلوي
- سوق المدعى

## وصلات خارجية
- «سوق الندى».. صباح السمك ومساء الأناقة.
- موقع سوق الندى على الخريطة